# Martin (gitaarbouwer)

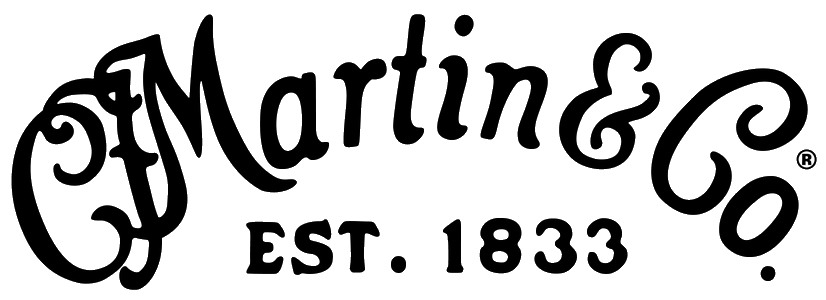
Logo.

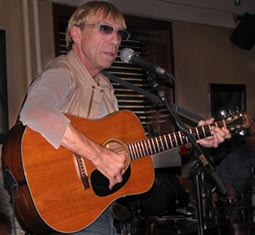
Martin D-18 modell, 1979
(Artist: Jahn Teigen)
Foto: Profero 2002

De Firma C.F. Martin is een bekende naam als bouwer van akoestische gitaren.
Haar gitaren zijn en worden door diverse muzikanten gebruikt; van Hank Williams tot Neil Young en door duizenden onbekende gitaristen. Ook gebruikte Elvis Presley de gitaren. In Nederland speelt onder andere Boudewijn de Groot op een Martin D35.
Johann Georg Martin was een Duitser die in zijn gemeente (Markneukirchen in Saksen) als timmerman voor een gilde van vioolbouwers werkte. Toen hij voor het eerst een gitaar hoorde besloot hij er zelf een paar te maken en die te verkopen.
Zijn zoon Christian Friedrich trad in dienst bij de Weense viool- en gitaarbouwer Johann Staufer en bouwde later samen met zijn vader gitaren. De gildebouwers voelden zich zo bedreigd dat ze allerhande druk uitoefenden waardoor vader en zoon Martin naar de Verenigde Staten uitweken. Ze openden in 1833 een winkel in New York (Hudson Street 196); in 1839 verhuisden ze naar Cherry Hill (Pennsylvania). Frank Henry Martin (1866-1948), kleinzoon van Christian Friedrich maakte de fabriek groot door in te spelen op de populariteit van de banjo, ukelele en mandoline. Rond 2009 werden enkele tienduizenden gitaren jaarlijks gemaakt in de fabriek.
In de gitaarwereld werd zijn dreadnought, die in 1931 op de markt kwam, alom bekend. Ze laten, door hun groter formaat, een wat zwaardere toon klinken en werden door veel fabrikanten geïmiteerd. Men beschouwt het model D-45 als de top van de fabriek. Martin bouwde ze speciaal voor Gene Autry in 1933; tot oktober 1942 beliep de productie 91 stuks toen de aanmaak werd stopgezet omwille van de Tweede Wereldoorlog. Er volgde zoveel vraag dat de D-45 in 1968 opnieuw werd uitgebracht.